# Hibiscus microcarpus
Hibiscus microcarpus är en malvaväxtart som beskrevs av Christian August Friedrich Garcke. Hibiscus microcarpus ingår i Hibiskussläktet som ingår i familjen malvaväxter. Inga underarter finns listade i Catalogue of Life.